# Société des transports en commun de l'agglomération de Bayonne
Pour les articles homonymes, voir Stab.
Pour un article plus général, voir Transports en commun de l'agglomération du Pays Basque.
La Société des transports en commun de l'agglomération de Bayonne (STAB) est la société qui a exploité le réseau de bus de l'agglomération de Bayonne entre 1979 et 2011.
À cette époque, le réseau dessert six communes : Anglet, Bayonne, Biarritz, Boucau, Saint-Pierre-d'Irube et Tarnos.
La STAB est réorganisée et remplacée par le réseau Chronoplus, fin janvier 2011.

## Histoire
En 1976, les communes d'Anglet, Bayonne, Biarritz, Boucau, Saint-Pierre-d'Irube et Tarnos, encouragées par l'instauration du versement transport trois ans plus tôt et étendu aux agglomérations de plus de 100 000 habitants en 1974, constituent un syndicat mixte des transports de l'agglomération de Bayonne,.
En 1979, le syndicat rachète la SABB (une société privée à qui avait été confiée la gestion du réseau en 1954) et la transforme en une société d'économie mixte, qui devient la Société des transports en commun de l'agglomération de Bayonne (STAB),.

### Exploitation
À sa création, la société exploitante et le nom commercial sont les mêmes : la Société des transports en commun de l'agglomération de Bayonne (STAB).
En avril 2010, Veolia Transport obtient la délégation de service public et la société exploitante devient la Veolia Transport agglomération de Bayonne (VTAB). Le nom commercial demeure STAB, jusqu'au 31 janvier 2011, où le réseau est restructuré et renommé, en Chronoplus.
Début 2011, la compétence des transports en commun est transférée à l'agglomération Côte Basque-Adour, ce qui conduit à la dissolution du syndicat mixte des transports. Dans le même temps, l'exploitation de la STAB est confiée à Veolia Transport, qui réorganise le réseau, change l'habillage et le nom commercial et choisit Chronoplus, mis en place à compter du 31 janvier 2011. Par conséquent la STAB disparaît définitivement à cette même date,.

## Fonctionnement

### Tarification
Au sein du réseau, tous les enfants de moins de 5 ans voyagent gratuitement. Pour les autres usagers, deux principaux modes de tarification sont proposés : le ticket magnétique ou l'abonnement sur carte à puce.
Les tickets sont valables une heure en correspondance et sont en vente à bord des bus ou dans des Espaces Bus et relais STAB. Les abonnements peuvent être souscrits dans des Espaces Bus et relais STAB. Le tableau ci-après détaille les principaux tarifs :
| Mode                | Tarif      | Tarif      | Tarif   |
| ------------------- | ---------- | ---------- | ------- |
| Tickets magnétiques | Normal     | 1 voyage   | 1,20 €  |
| Tickets magnétiques | Normal     | 24 heures  | 4,00 €  |
| Tickets magnétiques | Normal     | 5 voyages  | 4,75 €  |
| Tickets magnétiques | Normal     | 10 voyages | 9,50 €  |
| Tickets magnétiques | Normal     | 7 jours    | 10,50 € |
| Tickets magnétiques | Réduit     | 10 voyages | 8,00 €  |
| Tickets magnétiques | Groupe     | 1 voyage   | 1,15 €  |
| Abonnements         | Normal     | Mensuel    | 33,25 € |
| Abonnements         | Normal     | 31 jours   | 36,00 € |
| Abonnements         | 6 à 25 ans | Mensuel    | 23,00 € |
| Abonnements         | 6 à 25 ans | 31 jours   | 25,00 € |
| Abonnements         | 6 à 25 ans | Été        | 30,00 € |

Notes
1. ↑  Pour les familles nombreuses, étudiants et enfants âgés de 6 à 10 ans.
2. ↑  Pour les organismes scolaires, périscolaires, culturels ou de loisirs de l'agglomération ou hébergés dans l'agglomération, et des usagers  âgés de 20 ans maximum (hors accompagnateurs).
3. ↑  Valable du 1er juillet au 31 août.

## Lignes

### Lignes structurantes
Le réseau compte quinze lignes structurantes numérotées de 1 à 14 (la ligne 13 n'existe pas). La ligne 7 est partagée en trois lignes (7.1, 7.2 et 7.3).

### Lignes de transport à la demande
Le réseau compte deux lignes de transport à la demande, nommées AlloBus, l'une desservant principalement Anglet, l'autre Saint-Pierre-d'Irube.

### Lignes estivales
| Ligne | Caractéristiques                                                  | Caractéristiques                                                  | Caractéristiques                                                  | Caractéristiques                                                  | Caractéristiques                                                  | Caractéristiques                                                  | Caractéristiques                                                  | Caractéristiques                                                  | Caractéristiques |
| | Bus des Plages                                                    | Bus des Plages                                                    | Bus des Plages                                                    | Bus des Plages                                                    | Bus des Plages                                                    | Bus des Plages                                                    | Bus des Plages                                                    | Bus des Plages                                                    | Bus des Plages   |
| Anglet — La Barre ⥋ Biarritz — Labourd / Halle d'Iraty / Aéroport                                                                               | Anglet — La Barre ⥋ Biarritz — Labourd / Halle d'Iraty / Aéroport | Anglet — La Barre ⥋ Biarritz — Labourd / Halle d'Iraty / Aéroport | Anglet — La Barre ⥋ Biarritz — Labourd / Halle d'Iraty / Aéroport | Anglet — La Barre ⥋ Biarritz — Labourd / Halle d'Iraty / Aéroport | Anglet — La Barre ⥋ Biarritz — Labourd / Halle d'Iraty / Aéroport | Anglet — La Barre ⥋ Biarritz — Labourd / Halle d'Iraty / Aéroport | Anglet — La Barre ⥋ Biarritz — Labourd / Halle d'Iraty / Aéroport | Anglet — La Barre ⥋ Biarritz — Labourd / Halle d'Iraty / Aéroport |                  |
| --- | ----------------------------------------------------------------- | ----------------------------------------------------------------- | ----------------------------------------------------------------- | ----------------------------------------------------------------- | ----------------------------------------------------------------- | ----------------------------------------------------------------- | ----------------------------------------------------------------- | ----------------------------------------------------------------- | ---------------- |
| Ouverture / Fermeture 1er janvier 1979 / 31 mars 2011                                                                                           | Longueur —                                                        | Durée 54 min                                                      | Nb. d’arrêts 44                                                   | Matériel —                                                        | Jours de fonctionnement L, Ma, Me, J, V, S, D                     | Jour / Soir / Nuit / Fêtes O / O / N / O                          | Voy. / an —                                                       | Exploitant STAB                                                   |                  |
| Desserte : - Villes et lieux desservis : Anglet et Biarritz                                                                                     |                                                                   |                                                                   |                                                                   |                                                                   |                                                                   |                                                                   |                                                                   |                                                                   |                  |
| Autre : - Amplitudes horaires : La ligne fonctionne tous les jours entre 06h50 et 21h19 - Période estivale : La ligne n'est opérative qu'en été |                                                                   |                                                                   |                                                                   |                                                                   |                                                                   |                                                                   |                                                                   |                                                                   |                  |
| Dernière actualisation : — |                                                                   |                                                                   |                                                                   |                                                                   |                                                                   |                                                                   |                                                                   |                                                                   |                  |
| | Paseo                                                             |                                                                   |                                                                   |                                                                   |                                                                   |                                                                   |                                                                   |                                                                   |                  |
| Anglet — Cinq Cantons ⥋ Biarritz — Halle d'Iraty                                                                                                |                                                                   |                                                                   |                                                                   |                                                                   |                                                                   |                                                                   |                                                                   |                                                                   |                  |
| Ouverture / Fermeture 1er janvier 1979 / 31 mars 2011                                                                                           | Longueur —                                                        | Durée 38 min                                                      | Nb. d’arrêts 34                                                   | Matériel —                                                        | Jours de fonctionnement L, Ma, Me, J, V, S, D                     | Jour / Soir / Nuit / Fêtes N / N / O / O                          | Voy. / an —                                                       | Exploitant STAB                                                   |                  |
| Desserte : - Villes et lieux desservis : Anglet et Biarritz                                                                                     |                                                                   |                                                                   |                                                                   |                                                                   |                                                                   |                                                                   |                                                                   |                                                                   |                  |
| Autre : - Amplitudes horaires : La ligne fonctionne toutes les nuits entre 20h43 et 05h21 - Période estivale : En été, la ligne reste opérative |                                                                   |                                                                   |                                                                   |                                                                   |                                                                   |                                                                   |                                                                   |                                                                   |                  |
| Dernière actualisation : — |                                                                   |                                                                   |                                                                   |                                                                   |                                                                   |                                                                   |                                                                   |                                                                   |                  |
| | NAVETTE Bayonne                                                   |                                                                   |                                                                   |                                                                   |                                                                   |                                                                   |                                                                   |                                                                   |                  |
| Bayonne — Porte d'Espagne ⥋ Bayonne — Glain |                                                                   |                                                                   |                                                                   |                                                                   |                                                                   |                                                                   |                                                                   |                                                                   |                  |
| Ouverture / Fermeture 1er janvier 1979 / 31 mars 2011                                                                                           | Longueur —                                                        | Durée —                                                           | Nb. d’arrêts 18                                                   | Matériel —                                                        | Jours de fonctionnement L, Ma, Me, J, V, S                        | Jour / Soir / Nuit / Fêtes O / O / N / N                          | Voy. / an —                                                       | Exploitant STAB                                                   |                  |
| Desserte : - Villes et lieux desservis : Bayonne                                                                                                |                                                                   |                                                                   |                                                                   |                                                                   |                                                                   |                                                                   |                                                                   |                                                                   |                  |
| Autre : - Amplitudes horaires : La ligne fonctionne tous les jours entre 07h30 et 19h30 - Période estivale : En été, la ligne reste opérative   |                                                                   |                                                                   |                                                                   |                                                                   |                                                                   |                                                                   |                                                                   |                                                                   |                  |
| Dernière actualisation : — |                                                                   |                                                                   |                                                                   |                                                                   |                                                                   |                                                                   |                                                                   |                                                                   |                  |
| | NAVETTE Biarritz                                                  |                                                                   |                                                                   |                                                                   |                                                                   |                                                                   |                                                                   |                                                                   |                  |
| Biarritz — Hôtel de Ville ⥋ Biarritz — Hôtel de Ville                                                                                           |                                                                   |                                                                   |                                                                   |                                                                   |                                                                   |                                                                   |                                                                   |                                                                   |                  |
| Ouverture / Fermeture 1er janvier 1979 / 31 mars 2011                                                                                           | Longueur —                                                        | Durée —                                                           | Nb. d’arrêts 20                                                   | Matériel —                                                        | Jours de fonctionnement L, Ma, Me, J, V, S                        | Jour / Soir / Nuit / Fêtes O / O / N / N                          | Voy. / an —                                                       | Exploitant STAB                                                   |                  |
| Desserte : - Villes et lieux desservis : Biarritz                                                                                               |                                                                   |                                                                   |                                                                   |                                                                   |                                                                   |                                                                   |                                                                   |                                                                   |                  |
| Autre : - Amplitudes horaires : La ligne fonctionne tous les jours entre 07h30 et 19h30 - Période estivale : En été, la ligne reste opérative   |                                                                   |                                                                   |                                                                   |                                                                   |                                                                   |                                                                   |                                                                   |                                                                   |                  |
| Dernière actualisation : — |                                                                   |                                                                   |                                                                   |                                                                   |                                                                   |                                                                   |                                                                   |                                                                   |                  |
| | NAVETTE L'Océane 1                                                |                                                                   |                                                                   |                                                                   |                                                                   |                                                                   |                                                                   |                                                                   |                  |
| Anglet — Minerva ⥋ Anglet — Les Sables d'Or |                                                                   |                                                                   |                                                                   |                                                                   |                                                                   |                                                                   |                                                                   |                                                                   |                  |
| Ouverture / Fermeture 1er janvier 1979 / 31 mars 2011                                                                                           | Longueur —                                                        | Durée 10 min                                                      | Nb. d’arrêts 8                                                    | Matériel —                                                        | Jours de fonctionnement L, Ma, Me, J, V, S, D                     | Jour / Soir / Nuit / Fêtes O / O / N / O                          | Voy. / an —                                                       | Exploitant STAB                                                   |                  |
| Desserte : - Villes et lieux desservis : Anglet                                                                                                 |                                                                   |                                                                   |                                                                   |                                                                   |                                                                   |                                                                   |                                                                   |                                                                   |                  |
| Autre : - Amplitudes horaires : La ligne fonctionne tous les jours entre 10h00 et 20h00 - Période estivale : La ligne n'est opérative qu'en été |                                                                   |                                                                   |                                                                   |                                                                   |                                                                   |                                                                   |                                                                   |                                                                   |                  |
| Dernière actualisation : — |                                                                   |                                                                   |                                                                   |                                                                   |                                                                   |                                                                   |                                                                   |                                                                   |                  |
| | NAVETTE L'Océane 2                                                |                                                                   |                                                                   |                                                                   |                                                                   |                                                                   |                                                                   |                                                                   |                  |
| Anglet — Centres Commerciaux ⥋ Anglet — La Barre                                                                                                |                                                                   |                                                                   |                                                                   |                                                                   |                                                                   |                                                                   |                                                                   |                                                                   |                  |
| Ouverture / Fermeture 1er janvier 1979 / 31 mars 2011                                                                                           | Longueur —                                                        | Durée 10 min                                                      | Nb. d’arrêts 4                                                    | Matériel —                                                        | Jours de fonctionnement L, Ma, Me, J, V, S, D                     | Jour / Soir / Nuit / Fêtes O / O / N / O                          | Voy. / an —                                                       | Exploitant STAB                                                   |                  |
| Desserte : - Villes et lieux desservis : Anglet                                                                                                 |                                                                   |                                                                   |                                                                   |                                                                   |                                                                   |                                                                   |                                                                   |                                                                   |                  |
| Autre : - Amplitudes horaires : La ligne fonctionne tous les jours entre 10h00 et 20h00 - Période estivale : La ligne n'est opérative qu'en été |                                                                   |                                                                   |                                                                   |                                                                   |                                                                   |                                                                   |                                                                   |                                                                   |                  |
| Dernière actualisation : — |                                                                   |                                                                   |                                                                   |                                                                   |                                                                   |                                                                   |                                                                   |                                                                   |                  |
| | Pass'Adour                                                        |                                                                   |                                                                   |                                                                   |                                                                   |                                                                   |                                                                   |                                                                   |                  |
| Bayonne — Gare SNCF ⥋ Bayonne — Mairie |                                                                   |                                                                   |                                                                   |                                                                   |                                                                   |                                                                   |                                                                   |                                                                   |                  |
| Ouverture / Fermeture 1er janvier 1979 / 31 mars 2011                                                                                           | Longueur —                                                        | Durée —                                                           | Nb. d’arrêts 4                                                    | Matériel —                                                        | Jours de fonctionnement L, Ma, Me, J, V, S                        | Jour / Soir / Nuit / Fêtes O / O / N / N                          | Voy. / an —                                                       | Exploitant STAB                                                   |                  |
| Desserte : - Villes et lieux desservis : Bayonne                                                                                                |                                                                   |                                                                   |                                                                   |                                                                   |                                                                   |                                                                   |                                                                   |                                                                   |                  |
| Autre : - Amplitudes horaires : La ligne fonctionne tous les jours entre 06h30 et 21h30 - Période estivale : En été, la ligne reste opérative   |                                                                   |                                                                   |                                                                   |                                                                   |                                                                   |                                                                   |                                                                   |                                                                   |                  |
| Dernière actualisation : — |                                                                   |                                                                   |                                                                   |                                                                   |                                                                   |                                                                   |                                                                   |                                                                   |                  |

### Navettes de centre-ville
| Ligne         | Caractéristiques                           | Caractéristiques                           | Caractéristiques                           | Caractéristiques                           | Caractéristiques                           | Caractéristiques                           | Caractéristiques                           |  |
| ------------- | ------------------------------------------ | ------------------------------------------ | ------------------------------------------ | ------------------------------------------ | ------------------------------------------ | ------------------------------------------ | ------------------------------------------ |  |
| Nav. Bayonne  | Porte d'Espagne <> Bayonne Mairie <> Glain | Porte d'Espagne <> Bayonne Mairie <> Glain | Porte d'Espagne <> Bayonne Mairie <> Glain | Porte d'Espagne <> Bayonne Mairie <> Glain | Porte d'Espagne <> Bayonne Mairie <> Glain | Porte d'Espagne <> Bayonne Mairie <> Glain | Porte d'Espagne <> Bayonne Mairie <> Glain |  |
|               | Amplitude 07h30 - 19h30                    | Durée ** min                               | Nb. arrêts 18                              | Samedi · Vacances · Oui                    | Dimanche · Fêtes · Non                     |                                            |                                            |  |
| Nav. Biarritz | Hôtel de Ville > Hôtel de Ville            | Hôtel de Ville > Hôtel de Ville            | Hôtel de Ville > Hôtel de Ville            | Hôtel de Ville > Hôtel de Ville            | Hôtel de Ville > Hôtel de Ville            | Hôtel de Ville > Hôtel de Ville            | Hôtel de Ville > Hôtel de Ville            |  |
|               | Amplitude 07h30 - 19h30                    | Durée ** min                               | Nb. arrêts 20                              | Samedi · Vacances · Oui                    | Dimanche · Fêtes · Non                     |                                            |                                            |  |
| Pass'Adour    | Pass'Adour La Gare <> Bayonne Mairie       | Pass'Adour La Gare <> Bayonne Mairie       | Pass'Adour La Gare <> Bayonne Mairie       | Pass'Adour La Gare <> Bayonne Mairie       | Pass'Adour La Gare <> Bayonne Mairie       | Pass'Adour La Gare <> Bayonne Mairie       | Pass'Adour La Gare <> Bayonne Mairie       |  |
|               | Amplitude 06h30 - 21h30                    | Durée ** min                               | Nb. arrêts 04                              | Samedi · Vacances · Oui                    | Dimanche · Fêtes · Non                     |                                            |                                            |  |

### Changements en été
Certaines lignes sont modifiées en été (juillet / août) :
- Ligne 1 : Fonctionne et modifie son terminus tous les soirs;
- Ligne 5 et 10 : Prolongement des lignes l'après-midi vers la plage du Métro, à Tarnos ;
- Ligne 6 : Modification de l'itinéraire vers le quartier du Gaz ;
- Ligne 7.3 et 9 : Ne fonctionnent pas l'été ;
- Ligne E : ne fonctionne pas l'été ;
- Ligne F : fonctionne l'été mais pas l'hiver ;
- Bus des plages : Il dessert toutes les plages de Biarritz et d’Anglet, du centre-ville de Biarritz, l’aéroport, la gare de Biarritz, les campings ;
- L'Océane : Les navettes gratuites entre les centres commerciaux (Carrefour BAB2 et Géant Casino) vers La Barre et de la RN 10 vers la plage des Sables d'Or ;
- Une ligne nocturne (deux en 2010).

| Ligne          | Caractéristiques                                        | Caractéristiques                                        | Caractéristiques                                        | Caractéristiques                                        | Caractéristiques                                        | Caractéristiques                                        | Caractéristiques                                        |  |
| -------------- | ------------------------------------------------------- | ------------------------------------------------------- | ------------------------------------------------------- | ------------------------------------------------------- | ------------------------------------------------------- | ------------------------------------------------------- | ------------------------------------------------------- |  |
| Bus des Plages | Anglet La Barre <> Labourd ou Halle d'Iraty ou Aéroport | Anglet La Barre <> Labourd ou Halle d'Iraty ou Aéroport | Anglet La Barre <> Labourd ou Halle d'Iraty ou Aéroport | Anglet La Barre <> Labourd ou Halle d'Iraty ou Aéroport | Anglet La Barre <> Labourd ou Halle d'Iraty ou Aéroport | Anglet La Barre <> Labourd ou Halle d'Iraty ou Aéroport | Anglet La Barre <> Labourd ou Halle d'Iraty ou Aéroport |  |
|                | Amplitude 06h50 - 21h19                                 | Durée 54 min                                            | Nb. arrêts 44                                           | Samedi · Vacances · Oui                                 | Dimanche · Fêtes · Oui                                  |                                                         |                                                         |  |
| L'Océane 1     | Minerva <> Sables d'Or                                  | Minerva <> Sables d'Or                                  | Minerva <> Sables d'Or                                  | Minerva <> Sables d'Or                                  | Minerva <> Sables d'Or                                  | Minerva <> Sables d'Or                                  | Minerva <> Sables d'Or                                  |  |
|                | Amplitude 10h00 - 20h00                                 | Durée 10 min                                            | Nb. arrêts 08                                           | Samedi · Vacances · Oui                                 | Dimanche · Fêtes · Oui                                  |                                                         |                                                         |  |
| L'Océane 2     | Centres Commerciaux <> Anglet La Barre                  | Centres Commerciaux <> Anglet La Barre                  | Centres Commerciaux <> Anglet La Barre                  | Centres Commerciaux <> Anglet La Barre                  | Centres Commerciaux <> Anglet La Barre                  | Centres Commerciaux <> Anglet La Barre                  | Centres Commerciaux <> Anglet La Barre                  |  |
|                | Amplitude 10h00 - 20h00                                 | Durée 10 min                                            | Nb. arrêts 04                                           | Samedi · Vacances · Oui                                 | Dimanche · Fêtes · Oui                                  |                                                         |                                                         |  |

| Ligne | Caractéristiques           | Caractéristiques           | Caractéristiques           | Caractéristiques           | Caractéristiques           | Caractéristiques           | Caractéristiques           |  |
| ----- | -------------------------- | -------------------------- | -------------------------- | -------------------------- | -------------------------- | -------------------------- | -------------------------- |  |
| Paseo | 5 Cantons <> Halle d'Iraty | 5 Cantons <> Halle d'Iraty | 5 Cantons <> Halle d'Iraty | 5 Cantons <> Halle d'Iraty | 5 Cantons <> Halle d'Iraty | 5 Cantons <> Halle d'Iraty | 5 Cantons <> Halle d'Iraty |  |
|       | Amplitude 20h43 - 05h21    | Durée 38 min               | Nb. arrêts 34              | Samedi · Vacances · Oui    | Dimanche · Fêtes · Oui     |                            |                            |  |

## Identité visuelle

Ancien logo du réseau.
Logo du réseau.